# 拉什縣 (堪薩斯州)
拉什县（英語：Rush County，簡稱RS）是美國堪薩斯州中部的一個縣。面積1,861平方公里。根據美國2000年人口普查，共有人口3,551人。縣治拉克羅斯（La Crosse）。
成立於1867年2月27日，縣政府成立於1874年。縣名紀念在美國內戰中陣亡的亞歷山大·拉什上校。